# كليمنس ماير
كليمنس ماير (بالألمانية: Clemens Meyer) (و. 1977 – م) هو كاتب سيناريو، ومترجم، وكاتب، من ألمانيا، ولد في هاله.

## التعليم
تعلم في German Institute for Literature ‏.

## جوائز
حصل على جوائز منها:
- كاتب مدينة ماينتس (2016)
- جائزة بريمن للأدب (2014)
- Leipzig Book Fair Prize [الإنجليزية]‏ (2008)
- Clemens-Brentano-Preis [الإنجليزية]‏ (2007).

## روابط خارجية
- كليمنس ماير على موقع IMDb (الإنجليزية)
- كليمنس ماير على موقع مونزينجر (الألمانية)
- كليمنس ماير على موقع ألو سيني (الفرنسية)
- كليمنس ماير على موقع ديسكوغز (الإنجليزية)